# Axios (cheval)
Vous lisez un « bon article » labellisé en 2018.
Pour les articles homonymes, voir Axios.
L'Axios est une race de chevaux marronne, propre au delta de l'Axios, en Macédoine grecque, au nord de la Grèce. Ces animaux robustes et de taille moyenne, proches des races Pindos et Thessalien, proviennent de chevaux de travail relâchés par les agriculteurs grecs locaux dans les années 1960 et 1970. La riche zone humide formée par le delta leur offre un biotope favorable, leur permettant de survivre en troupeaux sauvages dans le parc national créé depuis lors. 
On compte en 2010 moins d'une centaine d'individus, ce qui inclut l'Axios dans les populations équines en danger critique d'extinction. Ces chevaux évoluant au milieu de l'eau sont désormais un argument en faveur du tourisme en Grèce. De nombreuses menaces pèsent sur ces animaux, dont la concurrence alimentaire du bétail, et la capture des juments par les agriculteurs ; la survie de cette race n'est pas assurée à long terme.

## Histoire
D'après John Menegatos, professeur d'agriculture à l'université d'Athènes, le poney des Balkans, ancêtre des poneys grecs actuels, se divise en deux types, celui des montagnes et celui des basses-terres. Propre au delta de l'Axios, l'Axios relève donc du second groupe.
Ces animaux sont issus de chevaux de travail agricole, abandonnés par leurs propriétaires à la fin des années 1960 et au début des années 1970,, en raison de la motorisation de cette activité,. Les chevaux sont relâchés dans le delta de l'Axios, une zone humide dans laquelle ils trouvent une abondante source de nourriture, et se reproduisent,. Leur présence est cependant parfois une nuisance pour les agriculteurs locaux, puisqu'ils quittent leur biotope durant les périodes d'inondation, et cherchent alors des sources de nourriture dans les cultures de la région environnante, qu'ils endommagent. En 1997, un comptage officiel permet de dénombrer environ 80 chevaux.
Les responsables de la gestion du parc national de l'Axios-Loudias-Aliakmonas conduisent en 2008 une étude visant à caractériser cette population équine. Ils dénombrent cinq groupes et quelques chevaux isolés, en bonne condition physique dans l'ensemble. Un projet de financement européen sur 2007-2013 prévoit la mise en place d'un abri pour ces chevaux et d'un poste d'observation pour l'écotourisme. De 2008 à 2012, d'après l'association grecque de protection des races animales à faibles effectifs Amaltheia, aucune mesure de gestion particulière n'est cependant mise en place.

## Description

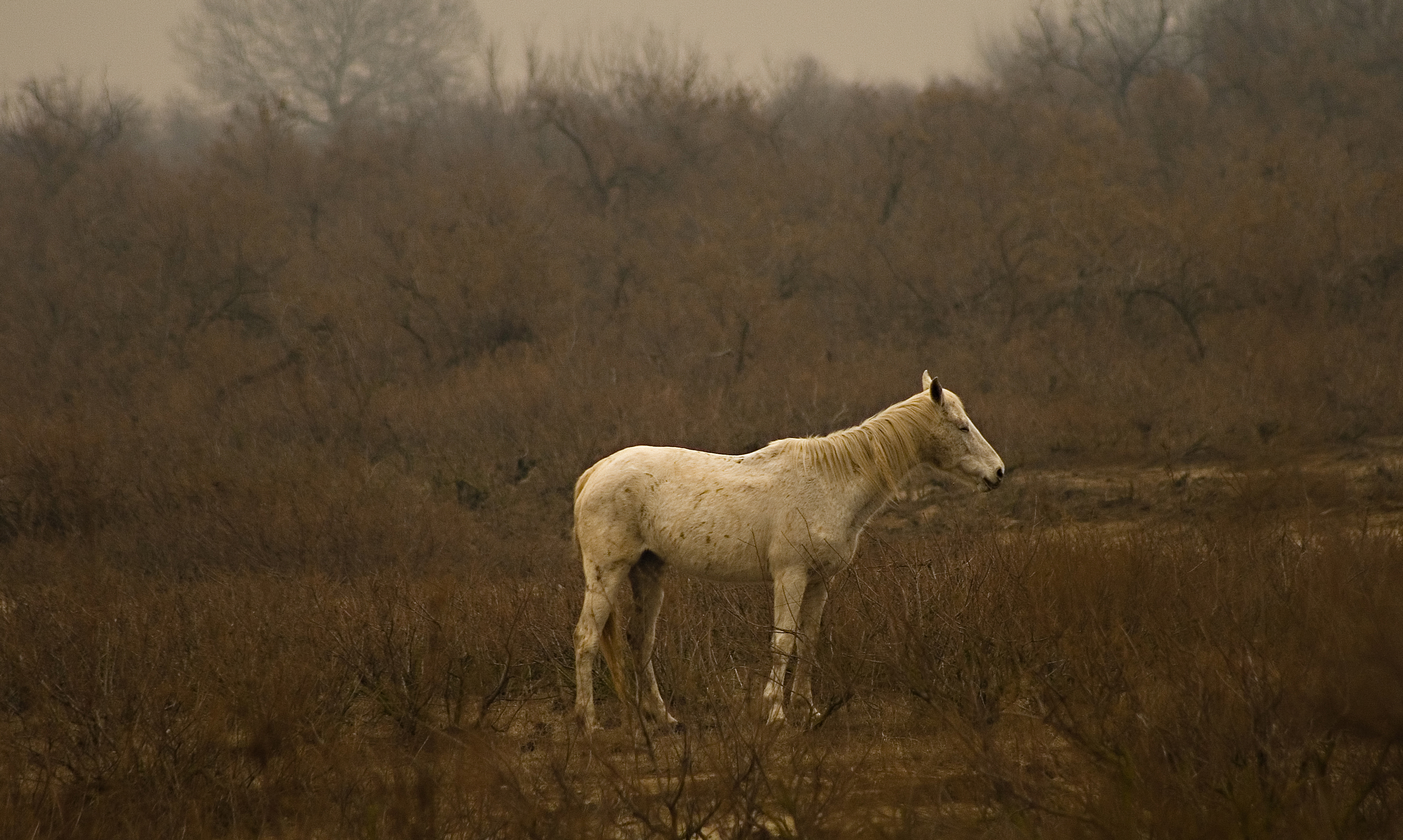
Axios de robe grise.

Considérés comme des poneys, ils sont proches des races Pindos et Thessalien,. Certains sujets ont vraisemblablement été croisés avec le Pur-sang. La conformation est uniforme, avec une taille moyenne et un tronc robuste,. 
Comme tous les chevaux à l'état sauvage, les poneys de l'Axios vivent en hardes comportant un étalon reproducteur et plusieurs juments, les étalons sans harde constituant des groupes de mâles célibataires. Ils n'ont pas de propriétaire. Les principales causes de mortalité sont les blessures et l'anthracose.
Les robes représentées sont le gris, le bai, le bai-brun, le noir, l'alezan et le rouan,.

## Argument touristique

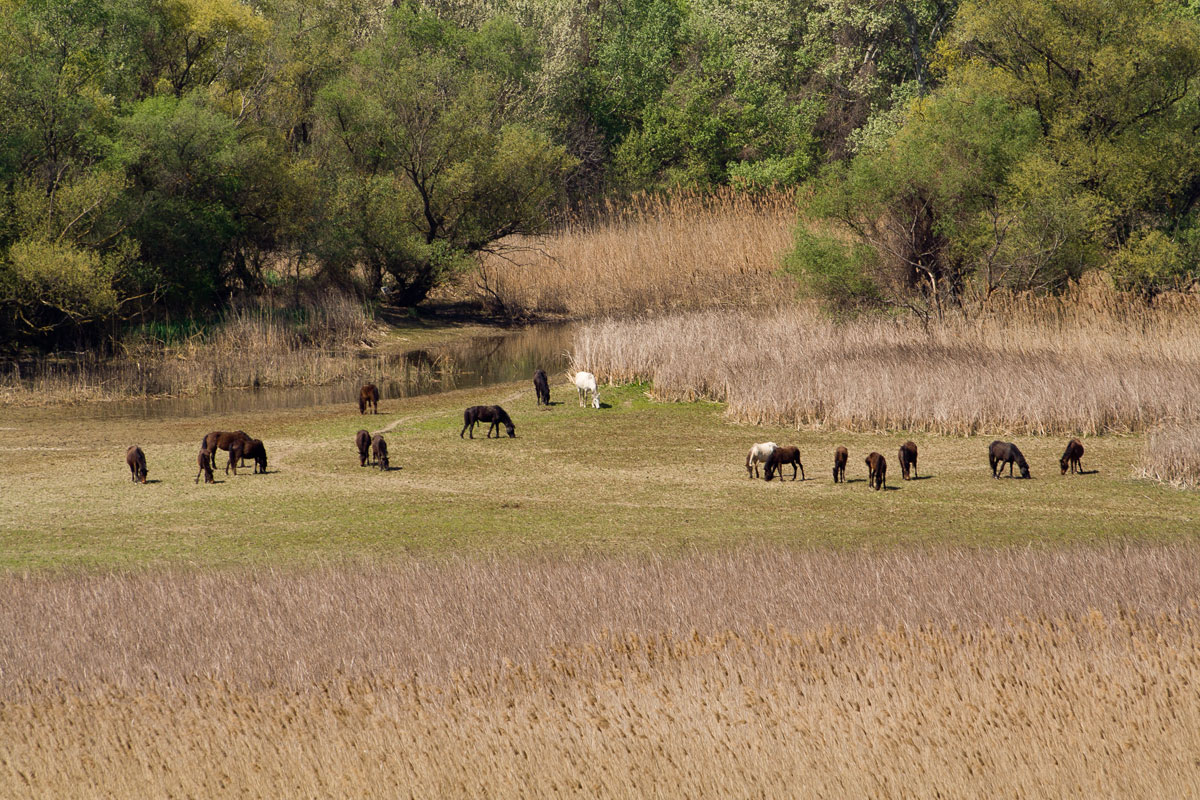
Troupeau à proximité du fleuve Axios.

Les études de caractérisation ont suggéré de valoriser la présence de ces chevaux pour permettre le développement du tourisme équestre en Grèce. En effet, la présence de chevaux sauvages participe à l'attrait exercé par la région dans laquelle ils vivent.
Les chevaux de l'Axios constituent désormais un élément important de la faune régionale, et attirent l'attention des touristes de passage. Des sites web dédiés aux visites touristiques en Grèce mentionnent leur présence,, de même qu'un guide d'observations ornithologiques en Grèce, insistant sur l'aspect « majestueux » de l'observation des chevaux dans l'eau.

## Diffusion et menaces
Les chevaux sont considérés comme partie intégrante de l'écosystème du delta de l'Axios. Ils sont en compétition avec du bétail et des ovins domestiques pour l'accès aux ressources alimentaires, le bétail étant la principale source de dégradation du sol et de l'environnement,. Malgré la présence de loups, ces chevaux ne semblent pas subir de prédation importante. 
Les principales menaces pesant sur eux sont la présence de dépôts de déchets sauvages, de clôtures posées illégalement, et de cadavres d'animaux en décomposition sur le sol, vecteurs de contamination. La région est touchée par la fièvre du Nil occidental, et les femelles sont vraisemblablement régulièrement capturées par les locaux, mettant également en péril la pérennité de cette population.
En 2008, le comptage a permis de dénombrer 68 chevaux ; les effectifs de la race sont donc stables, ou en légère décroissance. La plupart vivent dans le delta de l'Axios, environ 20 autres sur une île au large du delta du fleuve, près de Thessalonique ; il en existe aussi près du fleuve Aliakmon. En 2010, la population reste d'environ 90 têtes ; le guide Delachaux citant également 90 individus. Cela place l'Axios parmi les races de chevaux en danger critique d'extinction,. Bien que la zone ait été déclarée parc national et soit classée Natura 2000, la survie de la race n'est pas assurée à long terme.